# Тујен Кванг (покрајина)
Тујен Кванг (виј. Tuyen Quang) је једна од 58 покрајина Вијетнама. Налази се у региону Североисток. Заузима површину од 5.870,4 km². Према попису становништва из 2009. у покрајини је живело 724.821 становника. Главни град је Tuyên Quang.